# Antropologia das emoções
Antropologia das emoções é uma linha teórico-metodológica da Antropologia que lida com a categoria analítica emoção como objeto de análise. Os estudos da emoção desde os finais do século XIX  começo do século XX tem sido objeto de análise da psicologia e fisiologia. Entre os primeiros estudos de caráter antropológico das emoções podemos incluir diversas obras de Sigmund Freud e Marcel Mauss

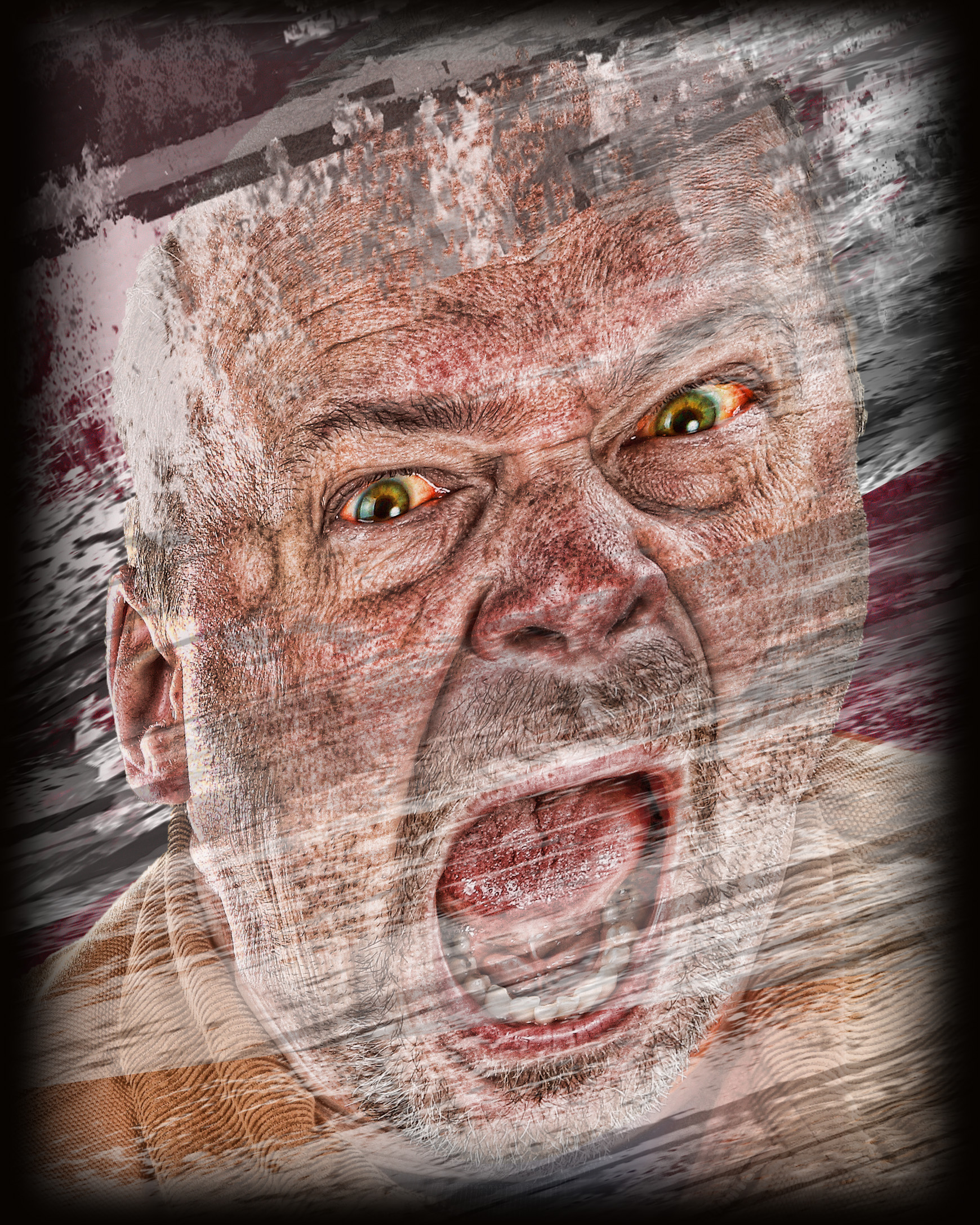
Homem com raiva em fotografia de Emery Way.

O estudo das emoções na antropologia pode ser compreendido  como uma categoria de análise capaz de apreender a noção de padrão de reação biológica humano e de sociedade como um todo. Constituindo-se como  um desafio metodológicas de pesquisa, o estudo sobre emoção nas inter-relações sempre tensas entre indivíduo e sociedade. (KOURY, 2004).
A Antropologia das emoções é uma linha analítica que, na atualidade, vem atraindo um número crescente de especialistas, pesquisadores, estudiosos e leitores no mundo e, no Brasil, em particular. É enfim, um campo de reflexão que tem procurado revigorar a análise (antropológica) introduzindo perspectivas novas e importantes da grande questão interna (das ciências sociais) em geral, (...) que é a problemática da intersubjetividade.(KOURY, 2004)

## Darwin e Freud
Não há dúvidas que esses dois autores influenciaram o modo que o ocidente e a antropologia percebe e estudas as emoções humanas.

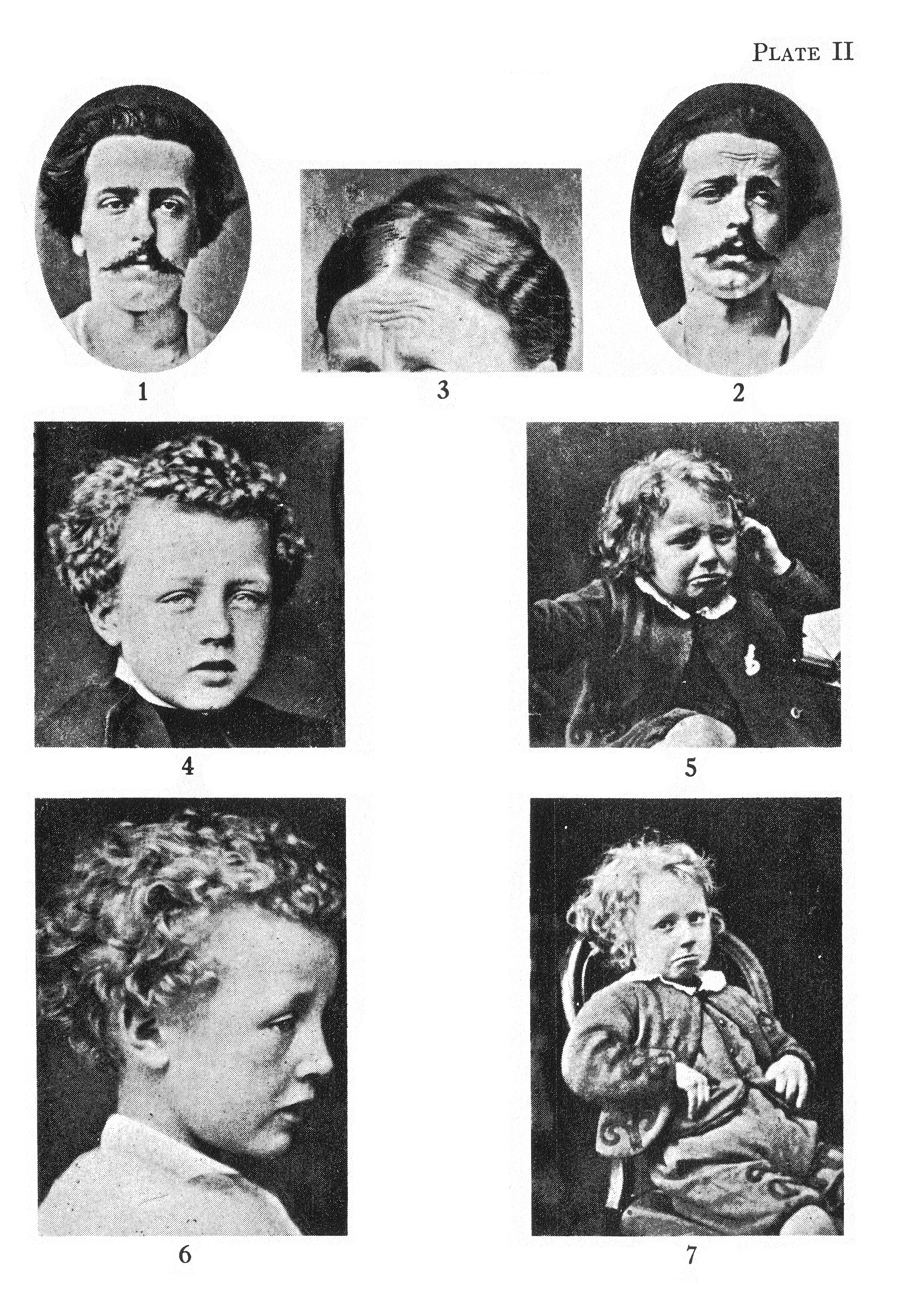
Ilustração do livro de Charles Darwin A expressão das emoções no homem e nos animais.

Charles Darwin em  1867 para pesquisa sobre a das emoções que faz parte do seu livro “A expressão das emoções no homem e nos animais  elaborou um questionário que foi aplicado por homens letrados (missionários, naturalistas, cônsules e outros funcionários do governo inglês) para pesquisar as emoções através de expressões e gestos inatos (instintivos) ou adquiridos por convenção na infância.
Esse questionário, que segue abaixo, foi aplicado entre os seguintes povos (nas seguintes quantidades) entre os aborígines da  Austrália (13); Maoris da Nova Zelandia (1); Daiaques de Bornéu (1); Malaios em Malaca (1); China (1); Índia (Bombain, Calcutá) e Ceilão (3); Cafres, Fingos, Abissínios e nativos do Nilo na África do Norte (4); Fueguinos (Terra do Fogo) na América do Sul (1); Atnah, Espiox (rio Nasse no Noroeste), Tetons, Grossventers, Mandans, Assinaboines (Oeste) da América do Norte (6).
1.Exprime-se a surpresa pelo arregalar dos olhos e da boca e pela elevação das sobrancelhas?
2.A vergonha produz enrubescimento, quando a cor da pele permite percebê-lo? Se sim, até onde este desce pelo corpo?
3.Quando um homem está indignado ou desafiador, ele franze o cenho, mantém a cabeça e o corpo erguidos, apruma os ombros e cerra os punhos?
4.Quando se concentra ou tenta resolver algum problema, ele franze o cenho ou enruga a pele debaixo das pálpebras inferiores?
5.Quando abatido, desce os cantos da boca e eleva a extremidade interna das sobrancelhas pela ação desse músculo que os franceses apelidaram de “músculo do sofrimento”? Nesse estado as sobrancelhas fazem-se levemente oblíquas, com um pequeno inchaço em sua extremidade medial; e o meio da testa fica enrugado, não em toda sua extensão, como quando se elevam as sobrancelhas exprimindo surpresa?
6.Quando satisfeito, brilham seus olhos, enruga-se a pela em volta destes e retraem-se os cantos da boca?
7.Quando um homem olha para outro com desprezo ou ironia, ergue-se o canto do lábio superior por sobre o canino do lado pelo qual ele o está encarando?
8.Pode uma expressão de obstinação e tenacidade ser reconhecida principalmente pela boca firmemente fechada, pelo cenho baixo e pelas sobrancelhas levemente franzidas?
9.O desdém é exprimido por uma leve protusão dos lábios e discreta expiração com o nariz empinado?
10.Manifesta-se o nojo virando o lábio inferior para baixo e elevando-se o lábio superior com uma súbita expiração, como um vomitar incipiente ou cuspir?
11.O medo extremo é expresso aproximadamente da mesma maneira que fazem os europeus?
12.O riso pode chegar ao extremo de fazer com que lacrimejem os olhos?
13.Quando um homem quer demonstrar que não pode impedir algo ou que ele mesmo não consegue fazer alguma coisa ele, encolhe os ombros, vira para dentro os cotovelos e estende as mãos para fora com as palmas abertas; e as sobrancelhas são erguidas?
14.As crianças quando emburradas, fazem bico ou contraem fortemente os lábios?
15.Expressões de culpa, malícia ou ciúme podem ser reconhecidas, ainda que não se consiga defini-las?
16.Balança-se a cabeça verticalmente na afirmação e horizontalmente na negação?
Recebeu trinta e seis respostas donde concluiu, a partir das informações adquiridas, que um mesmo estado de espírito exprime-se ao redor do mundo com impressionante uniformidade e assinala ainda que esse achado evidencia a grande similaridade da estrutura corporal e da conformação mental de todas as raças humanas. (Darwin, (1872) 2000)
Entre as obras de Sigmund Freud específicamente sobre emoções e cultura podemos destacar Totem e tabu (1913) onde analisa o tabu enquanto termo polinésio e o interpreta à luz da teoria psicanalítica enquanto ambivalência emocional dialogando inclusive com célebre criador da psicolgia Wilhelm Wundt (1832—1920). Outro trabalho específico sobre a expressão e natureza da emoção, enquanto afeto ou sentimento que possui expressão fisológica e manifestações corporais de natureza social é Os chistes e sua relação com o inconsciente (1905). Contudo ao longo de sua obra discursa sobre vários aspectos da emoção humana a exemplo de Luto e melancolia (1917) um dos poucos trabalhos sobre a tristeza e depressão e dezenas de textos sobre a ansiedade e características do sofrimento humano na denominada doença mental.

## Ver também

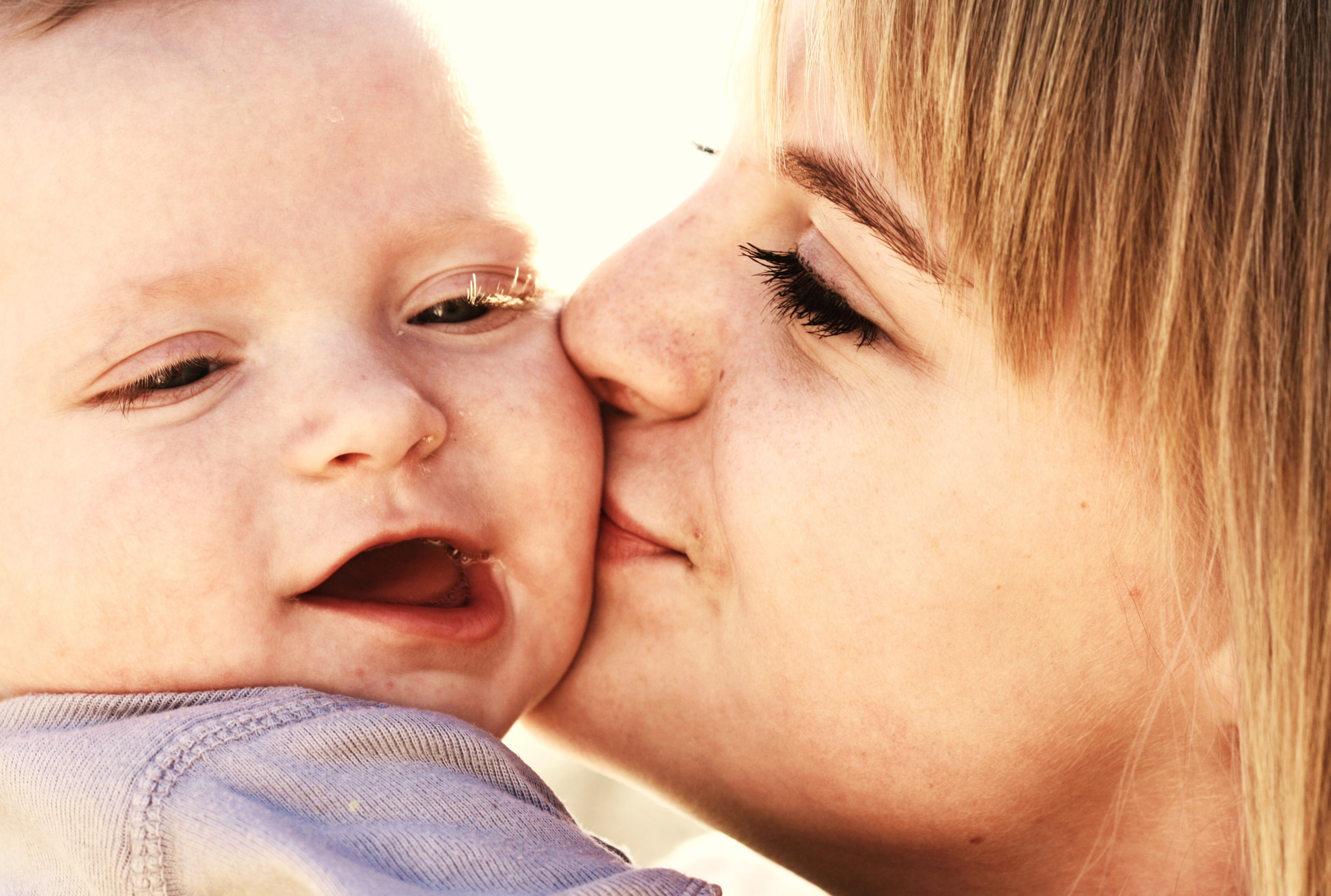
Alegria.